# 豊川市立御津中学校
豊川市立御津中学校（とよかわしりつ みとちゅうがっこう）は、愛知県豊川市御津町泙野山下にある公立中学校。

## 概要
教訓は「自主、友愛、勤労」である。体育館は新しく、アリーナが2階にあるという少し珍しい構造である。バスケットコートのラインも公式のルールに沿って規定の幅をしっかりとっている。
生徒数は415人、学級数は14クラス（2019年）。学校の裏には御津山と御津川がある。
自転車通学は家から学校までの距離が2km以上ある生徒のみとなっていて、ヘルメット着用が義務付けられている。

## 校区
- 御津南部小学校と御津北部小学校の2校の卒業生が集まっている。
- 国府小学校の校区である豊川市為当町からも距離の至近な世帯があるが、校区外である。

## 行事
学校行事
- 4月 - 入学式
- 10月 - 体育祭
- 3月 - 卒業式 三送会

学年別行事
- 1年生 オリエンテーション学習
- 2年生 職場体験学習
- 3年生 修学旅行

## 著名な出身者
- 鈴木しおり - 名古屋テレビアナウンサー[2]